# Руднев, Семён Васильевич
Семён Васи́льевич Ру́днев (15 (27) февраля 1899 — 4 августа 1943) — Герой Советского Союза (1944 год, посмертно), один из руководителей партизанского движения на территории Украины, генерал-майор (9 апреля 1943 года).

## Биография
Родился в семье крестьянина-бедняка в селе Моисеевка. С 1914 года в Петербурге.
Работал на Русско-Балтийском вагонном заводе. В 1916 году был арестован за распространение революционных листовок, содержался в Выборгской тюрьме.
После Февральской революции вступил в отряд Красной гвардии Выборгского района. Член РСДРП(б) с 1917 года.
Участник Великой Октябрьской социалистической революции и Гражданской войны. В бою на Южном фронте против петлюровцев был тяжело ранен.
По окончании Военно-политической академии имени Н. Г. Толмачёва (1929 год) — начальник политического отдела 61-го зенитно-артиллерийского полка береговой обороны Морских Сил Чёрного моря (Севастополь), с 1932 года комиссар и начальник политического отдела 9-й артиллерийской бригады береговой обороны Морских Сил Дальнего Востока (БО МС ДВ) на о. Русский.
В июле 1933 года был назначен на должность военного комиссара строящегося Де-Кастринского укреплённого района на Амуре на Дальнем Востоке. Приказом РВС СССР № 00543 от 22 сентября 1933 года назначен помощником по политической части коменданта Де-Кастринского УР. В июне 1937 года снят с должности помощника по политической части Де-Кастринского УРа и выведен в резерв ПУ ОКДВА, 19 августа был назначен исполняющим обязанности военного комиссара 1-й бригады военно-строительных частей РККА. С 1937 года — начальник политотдела соединения речных кораблей базы Краснознамённой Амурской флотилии.
7 февраля 1938 года С. В. Руднев был арестован в Хабаровске особым отделом 2-й отдельной краснознамённой армии и отправлен во внутреннюю тюрьму Управления НКВД по Хабаровскому краю. Предъявленные ему обвинения в шпионаже и вынашивании антисоветских замыслов доказаны не были, сам С. В. Руднев свою вину отрицал, и в октябре 1939 года был освобождён, проведя в тюрьме 1 год и 8 месяцев. После освобождения в 1939 году демобилизовался из армии по состоянию здоровья, после чего получил назначение на гражданскую руководящую должность в городе Путивле Сумской области Украинской ССР. С мая 1940 года — председатель Путивльского райсовета Осоавиахима.
Быстрое продвижение немецких войск в начале Великой Отечественной войны заставило партийные организации Сумской области уже в августе 1941 года приступить к организации партизанских отрядов. Командирами трёх отрядов, местами дислокации которых были назначены Спадщанский, Новослободской и Казённый леса, а также урочище Марица, были назначены С. А. Ковпак, С. В. Руднев и С. Ф. Кириленко.
В начале сентября 1941 года в местах дислокации отрядов были заложены базы с продовольствием и снаряжением. Завершив закладку в Новослободском лесу, 6 сентября рудневцы прибыли в Сумы на краткосрочные курсы диверсионной подготовки, возвращаться с которых им пришлось уже в оккупированный район. Поскольку базы в Новослободском лесу оказались разграбленными, Руднев принял решение вести свою группу на соединение с Ковпаком. 18 октября 1941 г. отряд Руднева прибыл в Спадщанский лес. Командиром объединённого Путивльского партизанского отряда был избран С. А. Ковпак, комиссаром — С. В. Руднев, начальником штаба — Г. Я. Базыма.
С сентября 1942 года — член подпольного ЦК КП(б)У. Участник Карпатского рейда соединения Ковпака.
Зимой 1942 года в бою под селом Весёлое С. В. Руднев был ранен в горло.
Погиб в бою 4 августа 1943 года в районе города Делятин Станиславской области.
Указом Президиума Верховного Совета СССР «О присвоении звания Героя Советского Союза украинским партизанам» от 4 января 1944 года за «образцовое выполнение боевых заданий командования в борьбе против немецко-фашистских захватчиков в тылу противника, и проявленные при этом отвагу и геройство и за особые заслуги в развитии партизанского движения на Украине» удостоен посмертно звания Героя Советского Союза.
В 1946 году перезахоронен в братской могиле в городе Яремча Ивано-Франковской области УССР, где ему установлен мемориал и названа в его честь улица.
В 1954 году по решению партийной конференции коммунистов Краснознамённой Амурской флотилии, в ознаменование пятидесятилетия со дня подвига моряков крейсера «Варяг», улицу Мира в Хабаровске переименовали в улицу Руднева, считалось, что в честь С. В. Руднева, который прослужил на Амуре более пяти лет, в том числе начальником политотдела на базе КАФ в Хабаровске. Но в Госархиве Хабаровского края, в решении Хабаровского горисполкома № 86 от 23 февраля 1954 года, указана улица «в честь капитана 1-го ранга В. Ф. Руднева».

## Память
- Памятник Семёну Васильевичу Рудневу установлен в городе Путивль.
- Именем генерала Руднева названа одна из улиц в Ленинском районе Севастополя.
- В 1967 году была выпущена почтовая марка СССР, посвящённая Рудневу.
- 8 мая 1965 года решением Владивостокского горисполкома бывшая улица Городская была переименована в улицу Руднева.
- В 1954 году в Хабаровске названа улица в честь В. Ф. Руднева (в ознаменование пятидесятилетия со дня подвига моряков крейсера «Варяг»)[7]. Ранее считалось, что улица без инициалов «Руднева» — названа в честь С. В. Руднева[6].
- В честь Героя Советского Союза С.В. Руднева названо Муниципальное бюджетное общеобразовательное учреждение средняя общеобразовательная школа п. Де-Кастри Ульчского муниципального района Хабаровского края https://de-kastri.khbschool.ru/sveden/common

## Награды
- Герой Советского Союза (04.11.1944, посмертно);
- Орден Ленина (13.11.1942);
- Орден Ленина (04.11.1944);
- орден Красного Знамени (24.12.1942);
- орден Красной Звезды (16.08.1936);
- орден «Знак Почёта» (18.05.1942);
- медаль «Партизану Отечественной войны» I степени;
- медаль «Партизану Отечественной войны» II степени.

## Сочинения
- Дневник С. В. Руднева (7 мая — 25 июля 1943 г.)

- Легендарный рейд. — Ужгород, 1967.